# 손 (성씨)
손(孫)씨는 한국의 성씨이다.

## 한국
손(孫)씨는 2015년 대한민국 통계청 인구 조사에서 457,303명으로 조사되어 한국 성씨 인구 순위 25위이다. 본관은 경주, 밀양, 일직, 평해, 나주, 구례 등 35본이 있다.
대부분의 손(孫)씨는 사로(斯盧) 무산대수촌(茂山大樹村)의 촌장 구례마(俱禮馬)를 원조로 하는 한반도 토착 성씨이다. 신라 유리왕 9년 촌장 구례마(俱禮馬)의 손자 직(稷)이 손(孫)씨가 되었다. 한편, 일직 손씨는 순(荀)씨에서 변성된 성씨이다.
- 경주 손씨(慶州孫氏)는 손순(孫順) 이후의 기록을 알 수 없어서 판밀직사사(判密直司事)를 지낸 손경원(孫敬源)을 1세조로 한다. 조선시대 문과 급제자 21명을 배출하였다. 2015년 인구는 68,486명이다.
  - 평해 손씨(平海孫氏)는 손순(孫順)의 손자인 손익담(翼淡)이 평해군(平海君)에 봉해져서 손익담을 1세조로 한다. 2015년 인구는 15,488명이다.
  - 청주 손씨(淸州孫氏)는 손순(孫順)의 25세손 손필영(孫弼榮)을 1세조로 한다. 그는 고려 원종 때 광록대부(光祿大夫)에 오른 손찬(贊 : 손순의 19세손)의 6세손 손덕기(孫德基)의 아들로 전하며, 고려시대에 관직을 지내며 나라에 공을 세워 청성군(淸城君)에 봉해졌다고 한다. 2000년 인구는 1,134명이다.
- 밀양 손씨(密陽孫氏) 시조 손순(孫順)은 신라 흥덕왕 때의 인물로 효심이 깊어 왕에게 알려져 신라의 국효(國孝)로 일컬어졌고 월성군(月城君)에 봉해졌다. 손자 손익감(孫翼減)은 응천군(凝川君)에 봉해져서 본관으로 삼았다. 조선시대 문과 급제자 38명을 배출하였다. 인물로는 구한말 천도교 교주 손병희(孫秉熙)가 있다. 2015년 인구는 306,895명이다.
- 구례 손씨(求禮孫氏) 시조 손순흥(孫順興)은 후백제(後百濟)의 무장인 손돈(孫惇)의 아들로 구례현(求禮縣)에서 태어났다. 고려 성종 때 효자로 알려져서 990년(고려 성종 9년) 벼 8백 석과 은잔 2벌, 비단 68필을 상으로 받았고, 997년(성종 16) 효자비(孝子碑)와 정려(旌閭)가 세워졌다. 초명은 손정택(孫正澤)이다. 구례 손씨는 조선시대 문과 급제자 4명을 배출하였다. 2015년 인구는 1,839명이다.
- 일직 손씨(一直孫氏)의 시조 순응(荀凝)은 원래 순(筍)씨였는데 고려 현종의 이름과 음이 같다하여 손(孫)씨로 사성되었다고 한다. 그러나 손응 이후의 계대(繼代)에 대한 기록이 전하지 않아 상의직장동정(尙衣直長同正)을 지낸 손세향(孫世鄕)을 1세조로 한다. 고려 장군 손간(孫幹)이 복주(福州：현재의 경상북도 안동시 일직면 송리동)에 자리잡아 살면서 본관을 일직(一直)으로 삼게 되었다. 문중에 따르면 갑자사화 때 화를 피하여 타본으로 흡수되거나 새로운 본관으로 창성하는 사례가 있었다고 한다. 조선시대 문과 급제자 6명을 배출하였다. 2015년 인구는 안동 손씨 16,922명, 일직 손씨 10,210명이다. 인물로는 일본 소프트뱅크의 회장인 손정의가 있다.
- 안협 손씨(安峽孫氏) 시조 손관(孫冠, 1024년 ~ 1109년)은 고려 문종 때 과거에 급제한 뒤, 좌보궐(左補闕)을 거쳐 선종 때 우간의대부(右諫議大夫)를 지내고, 현종 때 지중추원사 상서우복야 참지정사 판호부사(知中樞院事尙書右僕射參知政事判戶部事)로 치사하였다. 시호는 장간(章簡)이다. 2000년 인구는 6명이다.
- 나주 손씨(羅州孫氏) 시조 손광유(孫光裕)는 1376년(고려 우왕 2년) 밀직부사(密直副使)·해도상원수(海道上元帥)를 겸임하였다가 1377년 만호(萬戶)가 되었고, 전중성급사(殿中省給事)를 지냈다. 2000년 인구는 1,657명이다.
- 비안 손씨(比安孫氏) 시조 손을구(孫乙口)는 고려(高麗)조에 무과(武科)에 급제(及第)한 후 북변(北邊)에 침입한 외적을 토벌한 공으로 절제사(節制使)를 지냈다고 한다. 2000년 인구는 423명이다.

## 인물
- 손병희(1861년 4월 8일 (충청북도 청원) ~ 1922년 5월 19일) : 구한말 천도교 교주
- 손정도(1872년 ~ 1931년) : 대한민국 임시정부 의정원 의장을 역임한 독립운동가
- 손원일(1909년 ~ 1980년) : 손정도의 아들로 독립운동, 해방 후 대한민국에서 사비를 틀어 백두산함을 구입해 해군을 창설하고, 초대 해군참모총장을 맡아 6.25전쟁 때 막강 해군을 주도했다.
- 손기정(1912년 ~ 2002년) : 마라톤 선수. 1936년 베를린 올림픽 마라톤 금메달리스트.
- 손석희(1956 ~ ) : MBC 전 아나운서, JTBC 보도담당 사장, 방송인, 언론인
- 손흥민 : 잉글랜드 프리미어리그의 토트넘 핫스퍼 소속의 대한민국 축구 선수
- 손석구: 대한민국 배우
- 손아섭: 대한민국의 야구선수, 토하면서까지 야구를 해 토아섭이라는 별명이 있다.

## 같이 보기
- 한국의 성씨와 이름

## 참고
- 한국 손씨의 대부분은 신라 무산 대수촌 촌장인 구례마(俱禮馬)를 시조로 하고 있다.
- 고구려의 인물 중에도 손씨가 기록되어 있다.
- 신라 흥덕왕 때 경주 손씨가 가장 먼저 나타난다.
- 일직 손씨의 시조 순응은 중국 송나라 출신으로 고려에 귀화하여 살면서 안동을 본관으로 하였다고 한다.